# Bramocharax dorioni
Bramocharax dorioni är en fiskart som beskrevs av Rosen, 1970. Bramocharax dorioni ingår i släktet Bramocharax och familjen Characidae. Inga underarter finns listade.